# Cercola
Cercola là một đô thị ở tỉnh Napoli ở vùng Campania, cách khoảng 9 km về phía đông bắc của Napoli. Tại thời điểm ngày 31 tháng 12 năm 2004, đô thị này có dân số 19.232 người và diện tích là 3,7 km².
Đô thị Cercola bao gồm frazione (đơn vị cấp dưới) Caravita.
Cercola giáp các đô thị: Massa di Somma, Napoli, Pollena Trocchia, San Sebastiano al Vesuvio, Volla.